# فهرست سفیران ایران در آمریکا

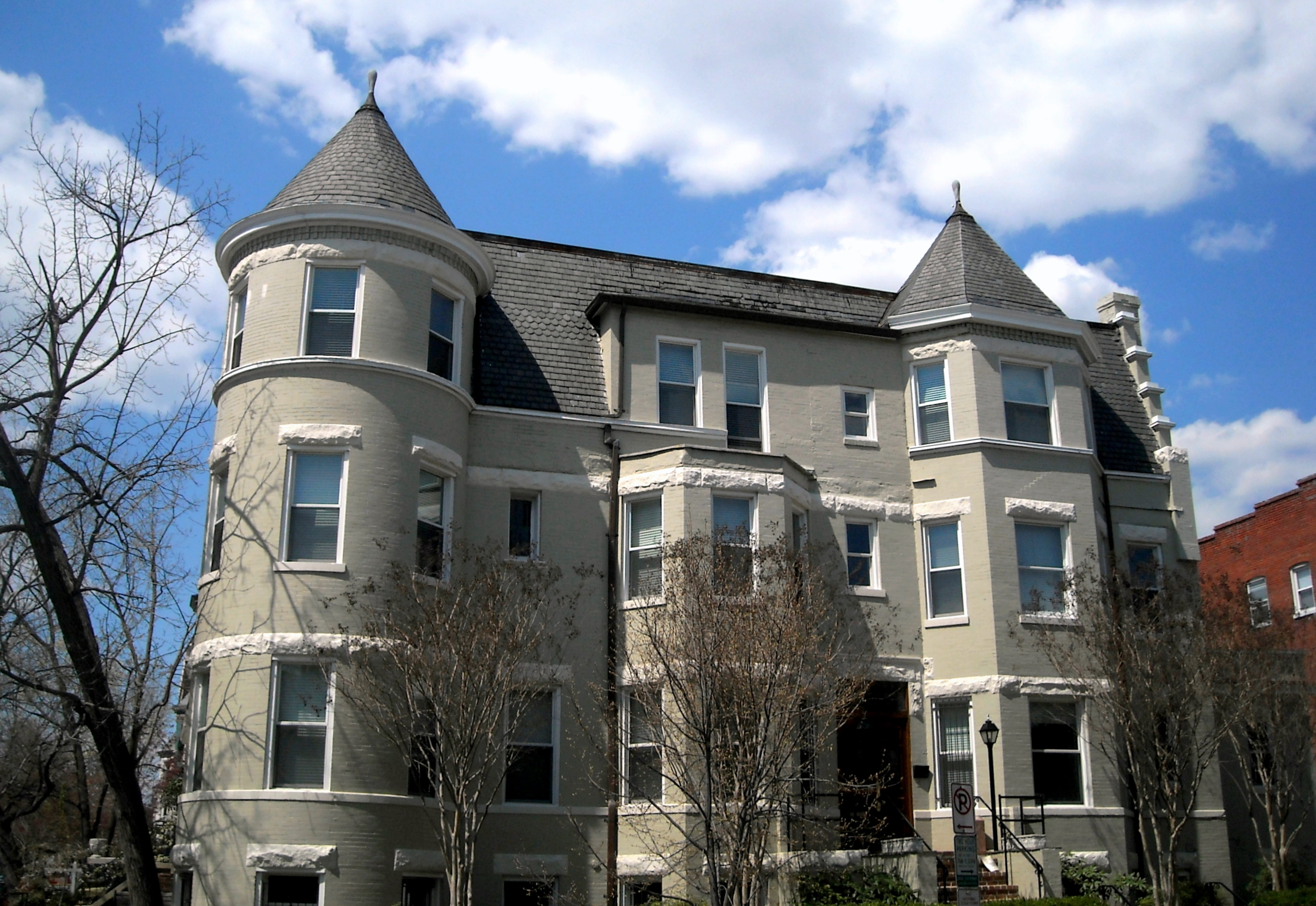
سفارت ایران در آمریکا در دوران قاجار

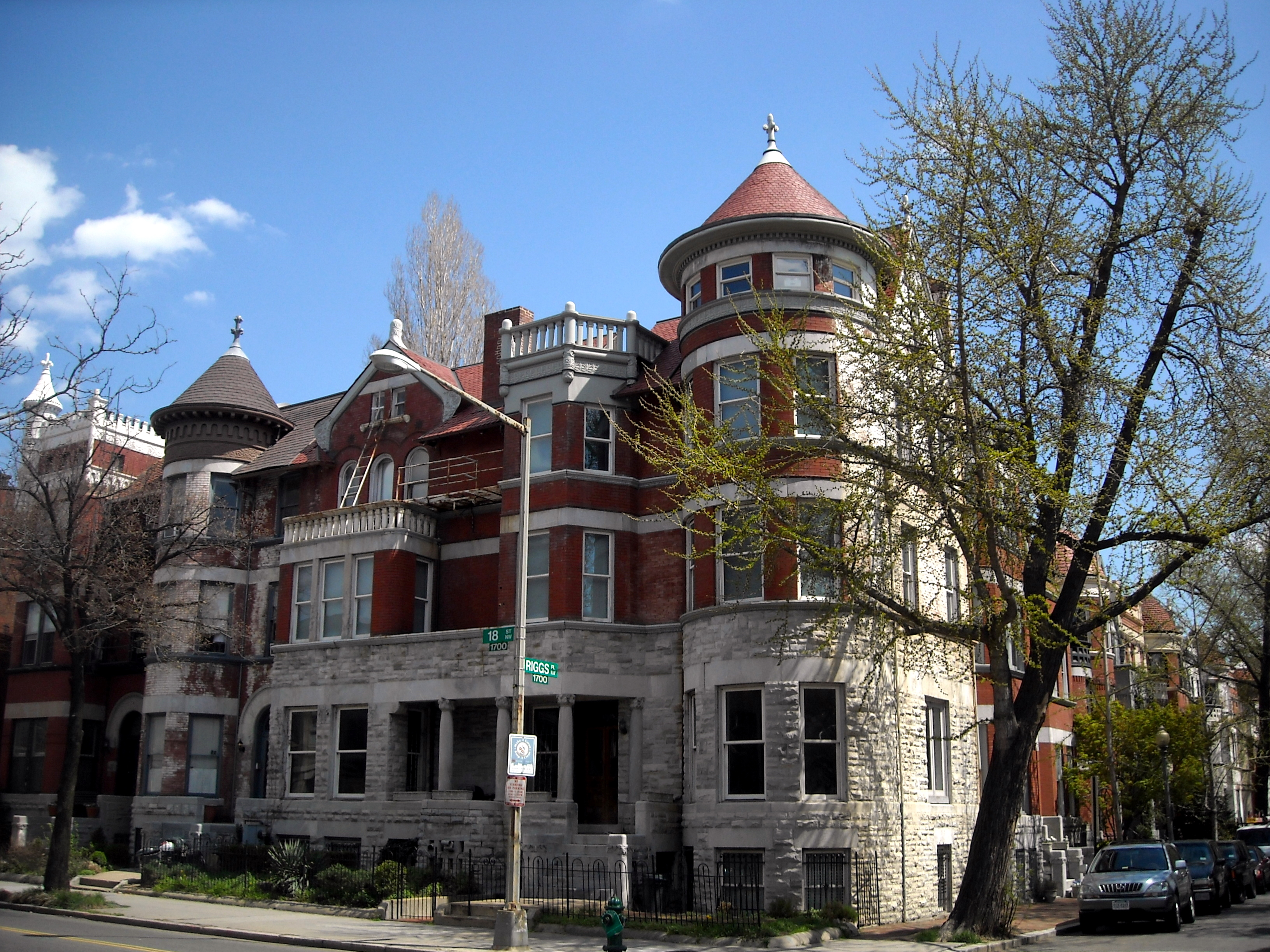
سفارت ایران در آمریکا در زمان پرنس مفخم‌الدوله و نبیل‌الدوله

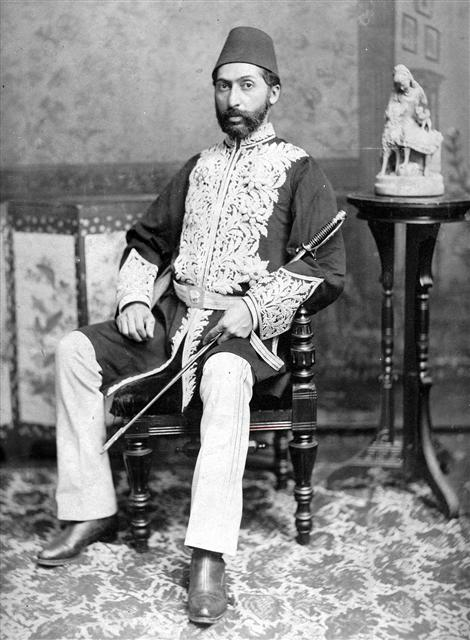
حسینقلی خان صدرالسلطنه (حاجی واشینگتن)

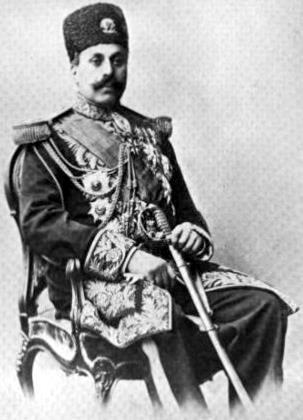
پرنس اسحاق خان مفخم‌الدوله

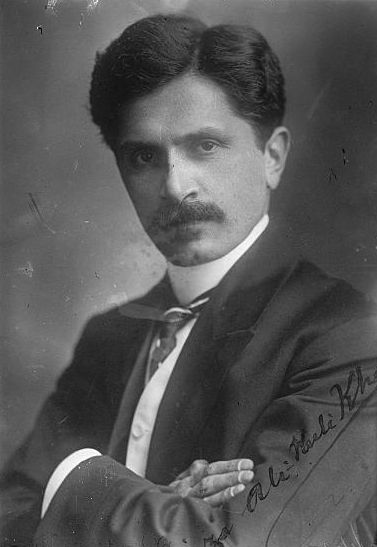
علیقلی ضرابی کاشی (نبیل‌الدوله)

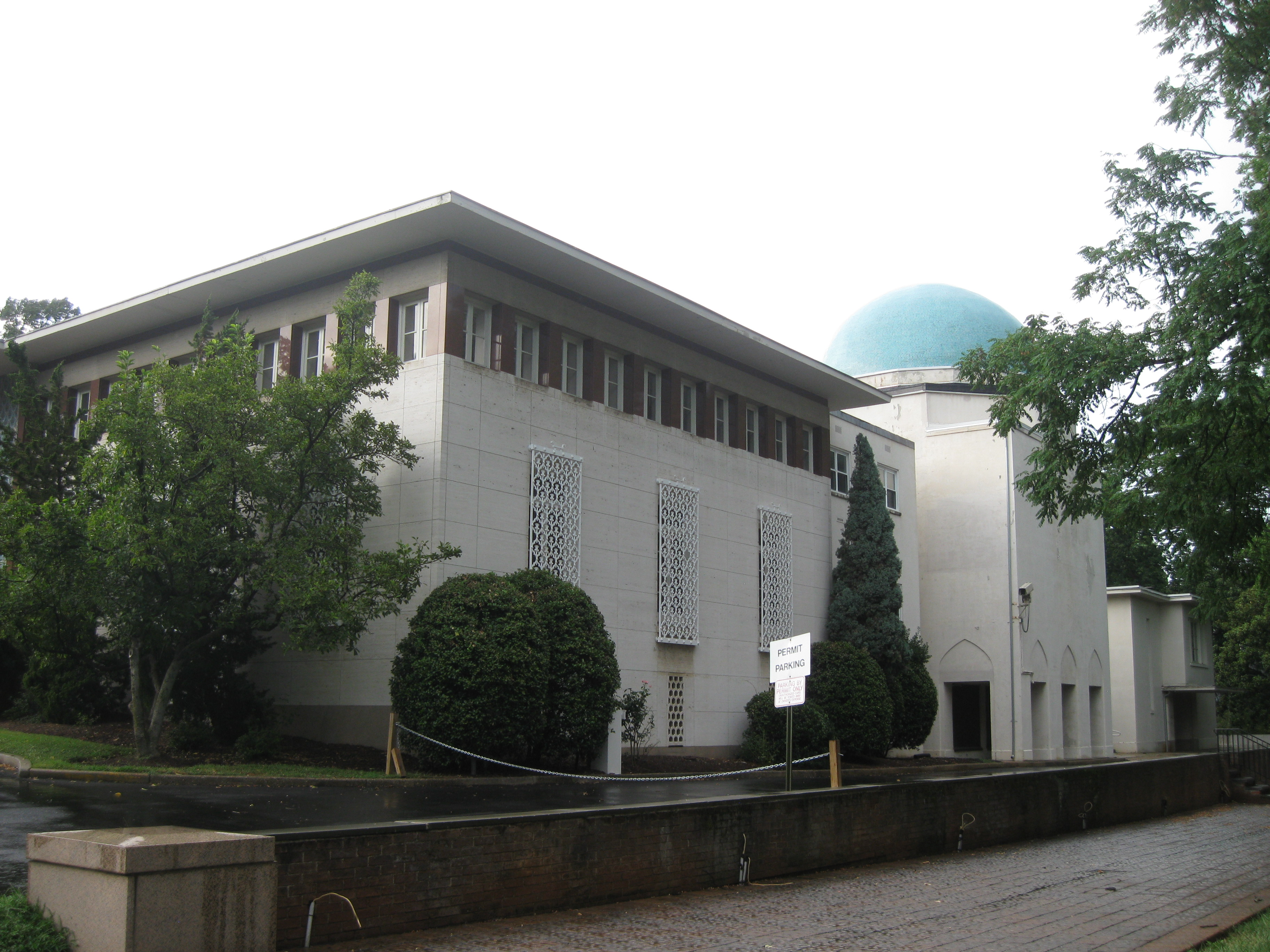
ساختمان سفارت کبرای پیشین ایران در واشینگتن

این فهرست فرستادگان و سفیران ایران در ایالات متحدهٔ آمریکا است. اکنون ایران در آمریکا سفیری ندارد ولی مسئول دفتر حفاظت منافع سیاسی در آمریکا دارد.
- ۱۸۸۸: حسینقلی معتمدالوزاره (سپس‌تر صدرالسلطنه لقب گرفت.)
- ۱۷ مهٔ ۱۸۹۷ (۲۸ اردیبهشت ۱۲۷۶): میرزا علینقی خان سفیر فوق‌العاده برای مأموریت ویژه
  - اوت ۱۸۹۷: مأموریت تمام شد.
  - ۱۱ دسامبر ۱۹۰۰ (۲۰ آذر ۱۲۷۹): سفارت[پانویس ۱] گشوده شد. تحت عنوان پارس (Persia)

## قاجار

### دولت علیه ایران
- ۱۱ دسامبر ۱۹۰۰ (۲۰ آذر ۱۲۷۹): پرنس اسحاق مفخم‌الدوله (بعدها اسحاق مفخم)، فرستادهٔ فوق‌العاده و وزیر مختار
- ژوئن ۱۹۰۴: مرتضی‌قلی ممتازالملک (بعدها مرتضی‌قلی ممتاز) فرستادهٔ فوق‌العادهٔ منصوب و وزیر مختار
- ۲۴ فوریهٔ ۱۹۰۵ (۵ اسفند ۱۲۸۳): فرستادهٔ فوق‌العاده و وزیر مختار (وزارت مختار از فهرست ۱۹۱۱ حذف گردید.)
- ۳۱ اوت ۱۹۱۰ (۸ شهریور ۱۲۸۹): علیقلی نبیل‌الدوله (بعدها علیقلی ضرابی کاشی)، کاردار (غیرموقت)
- ۱۷ مارس ۱۹۱۴ (۲۶ اسفند ۱۲۹۲): امیرتومان مهدی خان قراگوزلو[پانویس ۲]، فرستادهٔ فوق‌العاده و وزیر مختار
- ۲۵ آوریل ۱۹۱۸ (۴ اردیبهشت ۱۲۹۷): علیقلی نبیل‌الدوله (بعدها علیقلی ضرابی کاشی)، کاردار موقت
- ۱۸ ژوئن ۱۹۱۹ (۲۷ خرداد ۱۲۹۸): عبدالعلی صدیق‌السلطنه (بعدها عبدالعلی صدری)، فرستادهٔ فوق‌العادهٔ منصوب و وزیر مختار (۸ اوت ۱۹۱۹ برابر ۱۶ مرداد ۱۲۹۸ فرستادهٔ فوق‌العاده و وزیر مختار)
- ۳۰ اوت ۱۹۲۱ (۸ شهریور ۱۳۰۰): حسین علاء، فرستادهٔ فوق‌العادهٔ منصوب و وزیر مختار (۱۵ نوامبر ۱۹۲۱ برابر ۲۴ آبان ۱۳۰۰ فرستادهٔ فوق‌العاده و وزیر مختار)

## پهلوی

### شاهنشاهی ایران
- ۵ اکتبر ۱۹۲۶ (۱۲ مهر ۱۳۰۵): فتح‌الله نوری اسفندیاری، کاردار موقت
- ۷ دسامبر ۱۹۲۶ (۱۵ آذر ۱۳۰۵): داوود مفتاح، فرستادهٔ فوق‌العاده و وزیر مختار
- ۱۷ اکتبر ۱۹۳۱ (۲۴ مهر ۱۳۱۰): یدالله عضدی، کاردار (غیرموقت)
- ۱۲ ژوئن ۱۹۳۳ (۲۲ خرداد ۱۳۱۲): غفار جلال علاء، فرستادهٔ فوق‌العاده و وزیر مختار
  - آوریل ۱۹۳۵ (فروردین ۱۳۱۴): تحت نام بین‌المللی ایران به جای پارس (Persia)
- ۱۴ ژانویهٔ ۱۹۳۶ (۲۳ دی ۱۳۱۴): حسین قدس نخعی، کاردار موقت
  - مهٔ ۱۹۳۶: سفارت از فهرست حذف گردید.
  - فوریهٔ ۱۹۳۹:سفارت به فهرست بازافزوده شد.
- ۲۵ ژانویهٔ ۱۹۳۹ (۵ بهمن ۱۳۱۷): دکتر علی‌اکبر دفتری، کاردار موقت
- ۱۱ ژانویهٔ ۱۹۴۰ (۲۰ دی ۱۳۱۸): محمد حاجب دولو، سرپرست سفارت
- ۷ فوریهٔ ۱۹۴۰ (۱۷ بهمن ۱۳۱۸): محمد شایسته، فرستادهٔ فوق‌العادهٔ منصوب و وزیر مختار (۱۳ فوریهٔ ۱۹۴۰ برابر ۲۳ بهمن ۱۳۱۸ فرستادهٔ فوق‌العاده و وزیر مختار)
  - ۲۹ نوامبر ۱۹۴۵ (۸ آذر ۱۳۲۴): سفارت به سفارت کبریٰ ارتقا یافت.
- ۱۹ نوامبر ۱۹۴۵ (۲۸ آبان ۱۳۲۴): حسین علاء، سفیر فوق‌العاده و تام‌الاختیار منصوب (۲۹ نوامبر ۱۹۴۵ برابر ۸ آذر ۱۳۲۴ سفیر فوق‌العاده و تام‌الاختیار)
- ۸ سپتامبر ۱۹۵۰ (۱۷ شهریور ۱۳۲۹): نصرالله انتظام، سفیر فوق‌العاده و تام‌الاختیار منصوب (۱۸ سپتامبر ۱۹۵۰ برابر ۲۷ شهریور ۱۳۲۹ سفیر فوق‌العاده و تام‌الاختیار)
- ۱۸ سپتامبر ۱۹۵۲ (۲۷ شهریور ۱۳۳۱): الله‌یار صالح، سفیر فوق‌العاده و تام‌الاختیار منصوب (۲۴ سپتامبر ۱۹۵۲ برابر ۲ مهر ۱۳۳۱ سفیر فوق‌العاده و تام‌الاختیار)
- ۲۸ سپتامبر ۱۹۵۳ (۶ مهر ۱۳۳۲): عباس آرام، کاردار موقت (سفیر غایب بود.)
- ۲۲ اکتبر ۱۹۵۳ (۳۰ مهر ۱۳۳۲): نصرالله انتظام، سفیر فوق‌العاده و تام‌الاختیار منصوب (۲ نوامبر ۱۹۵۳ برابر ۱۱ آبان ۱۳۳۲ سفیر فوق‌العاده و تام‌الاختیار)
- ۱۹ ژانویهٔ ۱۹۵۶ (۲۸ دی ۱۳۳۴): علی امینی، سفیر فوق‌العاده و تام‌الاختیار منصوب (۲۴ ژانویهٔ ۱۹۵۶ برابر ۳ بهمن ۱۳۳۴ سفیر فوق‌العاده و تام‌الاختیار)
- ۱۴ مهٔ ۱۹۵۸ (۲۴ اردیبهشت ۱۳۳۷): علیقلی اردلان، سفیر فوق‌العاده و تام‌الاختیار منصوب (۲۲ مهٔ ۱۹۵۸ برابر ۱ خرداد ۱۳۳۷ سفیر فوق‌العاده و تام‌الاختیار)
- ۱۶ مارس ۱۹۶۰ (۲۸ اسفند ۱۳۳۸): اردشیر زاهدی، سفیر فوق‌العاده و تام‌الاختیار منصوب (۲۳ مارس ۱۹۶۰ برابر ۳ فروردین ۱۳۳۹ سفیر فوق‌العاده و تام‌الاختیار)
- ۳۰ مارس ۱۹۶۲ (۱۰ فروردین ۱۳۴۱): حسین قدس نخعی، سفیر فوق‌العاده و تام‌الاختیار منصوب (۶ آوریل ۱۹۶۲ برابر ۱۷ فروردین ۱۳۴۱ سفیر فوق‌العاده و تام‌الاختیار)
- ۵ آوریل ۱۹۶۳ (۱۶ فروردین ۱۳۴۲): محمود فروغی، سفیر فوق‌العاده و تام‌الاختیار منصوب (۲۴ آوریل ۱۹۶۳ برابر ۴ اردیبهشت ۱۳۴۲ سفیر فوق‌العاده و تام‌الاختیار)
- ۱۱ مهٔ ۱۹۶۵ (۲۱ اردیبهشت ۱۳۴۴): دکتر خسرو خسروانی، سفیر فوق‌العاده و تام‌الاختیار منصوب (۷ ژوئن ۱۹۶۵ برابر ۱۷ خرداد ۱۳۴۴ سفیر فوق‌العاده و تام‌الاختیار)
- ۱۷ مهٔ ۱۹۶۷ (۲۷ اردیبهشت ۱۳۴۶): هوشنگ انصاری، سفیر فوق‌العاده و تام‌الاختیار منصوب (۲۵ مهٔ ۱۹۶۷ برابر ۴ خرداد ۱۳۴۶ سفیر فوق‌العاده و تام‌الاختیار)
- ۱۶ اکتبر ۱۹۶۹ (۲۴ مهر ۱۳۴۸): دکتر امیراصلان افشار قاسملو، سفیر فوق‌العاده و تام‌الاختیار
- ۷ مارس ۱۹۷۳ (۱۶ اسفند ۱۳۵۱): اردشیر زاهدی، سفیر فوق‌العاده و تام‌الاختیار منصوب (۹ آوریل ۱۹۷۳ برابر ۲۰ فروردین ۱۳۵۲ سفیر فوق‌العاده و تام‌الاختیار تا ۱۷ دی ۱۳۵۷)

## جمهوری اسلامی

### جمهوری اسلامی ایران
- مهدی حائری یزدی (۱۹۷۹ تا بحران گروگان‌گیری ایران)
- ۷ آوریل ۱۹۸۰ (۱۸ فروردین ۱۳۵۹): سفارت بسته شد.